# Oleksiy Mykhaylychenko
Oleksiy Volodymyrovych Mykhaylychenko (en ukrainien : Олексій Володимирович Михайличенко) ou Alekseï Vladimirovitch Mikhaïlitchenko (en russe : Алексей Владимирович Михайличенко), né le 30 mars 1963 à Kiev, est un footballeur soviétique et ukrainien devenu entraîneur.

## Biographie

### Carrière de joueur
Mykhaylychenko commence sa carrière de footballeur au centre de formation du Dynamo Kiev, sous la direction d'Anatoli Bychovets. Il fait ses débuts dans le Championnat d'URSS en 1981, et remporte avec le Dynamo quatre championnats et trois Coupes soviétiques. Son plus grand succès avec le Dynamo est la victoire en Coupe des coupes en 1986. Il est élu « joueur soviétique de l'année » en 1988, ainsi que deux fois « footballeur ukrainien de l'année » en 1987 et 1988. En 1990, il signe au club italien de l'UC Sampdoria, qui remporte son premier Scudetto cette année-là. La saison suivante, il joue avec l'équipe écossaise des Rangers où il réussit à remporter cinq nouveaux championnats. Au total, Mikhaïlitchenko a remporté trois championnats de pays différents, et ce pendant sept saisons consécutives (l'URSS en 1990, l'Italie en 1991 et l'Écosse de 1992 à 1996).
En équipe nationale, Mikhaïlitchenko est sélectionné 41 fois, marquant neuf buts pour l'URSS. Il remporte ainsi la médaille d'or aux Jeux olympiques d'été de 1988, et fait partie de l'équipe soviétique finaliste de l'Euro 1988. Il dispute également l'Euro 1992 mais des blessures le privent du Mondiale italien. Mikhaïlitchenko joue également deux fois pour l'Ukraine. Il a été le capitaine de l'équipe de CEI qui a été éliminée au 1er tour de l'Euro 1992

### Carrière d'entraîneur
En 1997, après sa carrière de joueur, Mikhaïlitchenko retourne en Ukraine pour assister le légendaire Valeri Lobanovski au Dynamo Kiev, restant son adjoint pendant cinq ans. Lorsque Lobanovski meurt en 2002, Mikhaïlitchenko assure l'intérim, avant d'endosser le rôle d'entraîneur de l'équipe pour la saison 2002-2003. Mikhaïlitchenko mène l'équipe à deux titres de champion et à la victoire en Coupe d'Ukraine, mais il est remplacé en août 2004. En 2004, il devient sélectionneur des espoirs ukrainiens. À ce titre, il conduit l'équipe à la finale de l'Euro espoirs 2006, perdue contre les Pays-Bas.
Mikhaïlitchenko est annoncé comme sélectionneur de l'équipe d'Ukraine de football le 11 janvier 2008. À l'expiration de son contrat le 1er décembre 2009, la Fédération d'Ukraine de football ne le renouvelle pas à la suite de l'échec de la sélection en barrages des éliminatoires pour la Coupe du monde 2010 en Afrique du Sud.

## Statistiques

### Matchs internationaux
| Matchs en sélection de Alexeï Mikhaïlitchenko | Matchs en sélection de Alexeï Mikhaïlitchenko | Matchs en sélection de Alexeï Mikhaïlitchenko | Matchs en sélection de Alexeï Mikhaïlitchenko | Matchs en sélection de Alexeï Mikhaïlitchenko | Matchs en sélection de Alexeï Mikhaïlitchenko | Matchs en sélection de Alexeï Mikhaïlitchenko |
| Avec l'équipe d'Union soviétique de football  | Avec l'équipe d'Union soviétique de football  | Avec l'équipe d'Union soviétique de football  | Avec l'équipe d'Union soviétique de football  | Avec l'équipe d'Union soviétique de football  | Avec l'équipe d'Union soviétique de football  | Avec l'équipe d'Union soviétique de football  |
| --------------------------------------------- | --------------------------------------------- | --------------------------------------------- | --------------------------------------------- | --------------------------------------------- | --------------------------------------------- | --------------------------------------------- |
| 01                                            | 29 avril 1987                                 | Kiev                                          | Allemagne de l'Est                            | 2-0                                           | Éliminatoires Euro 1988                       |                                               |
| 02                                            | 3 juin 1987                                   | Oslo                                          | Norvège                                       | 1-0                                           | Éliminatoires Euro 1988                       |                                               |
| 03                                            | 29 août 1987                                  | Belgrade                                      | Yougoslavie                                   | 1-0                                           | Match amical                                  |                                               |
| 04                                            | 9 septembre 1987                              | Moscou                                        | France                                        | 1-1*                                          | Éliminatoires Euro 1988                       |                                               |
| 05                                            | 23 septembre 1987                             | Moscou                                        | Grèce                                         | 3-0                                           | Match amical                                  |                                               |
| 06                                            | 10 octobre 1987                               | Berlin                                        | Allemagne de l'Est                            | 1-1                                           | Éliminatoires Euro 1988                       |                                               |
| 07                                            | 1er juin 1988                                 | Moscou                                        | Pologne                                       | 2-1                                           | Match amical                                  |                                               |
| 08                                            | 12 juin 1988                                  | Cologne                                       | Pays-Bas                                      | 1-0                                           | Euro 1988                                     |                                               |
| 09                                            | 15 juin 1988                                  | Hanovre                                       | République d'Irlande                          | 1-1                                           | Euro 1988                                     |                                               |
| 10                                            | 18 juin 1988                                  | Frankfurt                                     | Angleterre                                    | 3-1*                                          | Euro 1988                                     |                                               |
| 11                                            | 22 juin 1988                                  | Stuttgart                                     | Italie                                        | 2-0                                           | Euro 1988                                     |                                               |
| 12                                            | 25 juin 1988                                  | Munich                                        | Pays-Bas                                      | 0-2                                           | Euro 1988                                     |                                               |
| 13                                            | 17 août 1988                                  | Turku                                         | Finlande                                      | 0-0                                           | Match amical                                  |                                               |
| 14                                            | 31 août 1988                                  | Reykjavik                                     | Islande                                       | 1-1                                           | Éliminatoires Coupe du monde 1990             |                                               |
| 15                                            | 19 octobre 1988                               | Kiev                                          | Autriche                                      | 2-0*                                          | Éliminatoires Coupe du monde 1990             |                                               |
| 16                                            | 21 novembre 1988                              | Damas                                         | Syrie                                         | 2-0                                           | Match amical                                  |                                               |
| 17                                            | 23 novembre 1988                              | Koweït                                        | Koweït                                        | 1-0*                                          | Match amical                                  |                                               |
| 18                                            | 27 novembre 1988                              | Koweït                                        | Koweït                                        | 2-0                                           | Match amical                                  |                                               |
| 19                                            | 26 avril 1989                                 | Kiev                                          | Allemagne de l'Est                            | 3-0                                           | Éliminatoires Coupe du monde 1990             |                                               |
| 20                                            | 10 mai 1989                                   | Istanbul                                      | Turquie                                       | 1-0*                                          | Éliminatoires Coupe du monde 1990             |                                               |
| 21                                            | 6 septembre 1989                              | Vienne                                        | Autriche                                      | 0-0                                           | Éliminatoires Coupe du monde 1990             |                                               |
| 22                                            | 8 octobre 1989                                | Karl-Marx-Stadt                               | Allemagne de l'Est                            | 1-2                                           | Éliminatoires Coupe du monde 1990             |                                               |
| 23                                            | 15 novembre 1989                              | Simferopol                                    | Turquie                                       | 2-0                                           | Éliminatoires Coupe du monde 1990             |                                               |
| 24                                            | 16 mai 1990                                   | Tel-Aviv                                      | Israël                                        | 2-3*                                          | Match amical                                  |                                               |
| 25                                            | 29 août 1990                                  | Moscou                                        | Roumanie                                      | 1-2*                                          | Match amical                                  |                                               |
| 26                                            | 12 septembre 1990                             | Moscou                                        | Norvège                                       | 2-0                                           | Éliminatoires Euro 1992                       |                                               |
| 27                                            | 3 novembre 1990                               | Rome                                          | Italie                                        | 0-0                                           | Éliminatoires Euro 1992                       |                                               |
| 28                                            | 27 mars 1991                                  | Frankfurt                                     | Allemagne                                     | 1-2                                           | Match amical                                  |                                               |
| 29                                            | 17 avril 1991                                 | Budapest                                      | Hongrie                                       | 1-0*                                          | Éliminatoires Euro 1992                       |                                               |
| 30                                            | 21 mai 1991                                   | Londres                                       | Angleterre                                    | 1-3                                           | Match amical                                  |                                               |
| 31                                            | 23 mai 1991                                   | Manchester                                    | Argentine                                     | 1-1                                           | Match amical                                  |                                               |
| 32                                            | 29 mai 1991                                   | Moscou                                        | Chypre                                        | 4-0*                                          | Éliminatoires Euro 1992                       |                                               |
| 33                                            | 28 août 1991                                  | Oslo                                          | Norvège                                       | 1-0                                           | Éliminatoires Euro 1992                       |                                               |
| 34                                            | 25 septembre 1991                             | Moscou                                        | Hongrie                                       | 2-2                                           | Éliminatoires Euro 1992                       |                                               |
| 35                                            | 12 octobre 1991                               | Moscou                                        | Italie                                        | 0-0                                           | Éliminatoires Euro 1992                       |                                               |
| 36                                            | 13 novembre 1991                              | Larnaca                                       | Chypre                                        | 3-0                                           | Éliminatoires Euro 1992                       |                                               |
| Avec CEI                                      |                                               |                                               |                                               |                                               |                                               |                                               |
| 37                                            | 29 avril 1992                                 | Moscou                                        | Angleterre                                    | 2-2                                           | Match amical                                  |                                               |
| 38                                            | 3 juin 1992                                   | Copenhague                                    | Danemark                                      | 1-1                                           | Match amical                                  |                                               |
| 39                                            | 12 juin 1992                                  | Norrköping                                    | Allemagne                                     | 1-1                                           | Euro 1992                                     |                                               |
| 40                                            | 15 juin 1992                                  | Göteborg                                      | Pays-Bas                                      | 0-0                                           | Euro 1992                                     |                                               |
| 41                                            | 18 juin 1992                                  | Norrköping                                    | Écosse                                        | 0-3                                           | Euro 1992                                     |                                               |
| Avec l'Équipe d'Ukraine de football           |                                               |                                               |                                               |                                               |                                               |                                               |
| 51                                            | 28 octobre 1992                               | Minsk                                         | Belgique                                      | 1-1                                           | Match amical                                  |                                               |
| 52                                            | 12 octobre 1994                               | Kiev                                          | Slovénie                                      | 0-0                                           | Éliminatoires Euro 1996                       |                                               |

* But de Alexeï Mikhaïlitchenko

## Palmarès joueur

### En club
- Vainqueur de la Coupe d'Europe des Vainqueurs de Coupe en 1986 avec le Dynamo Kiev
- Champion d'Union soviétique en 1985, en 1986 et en 1990 avec le Dynamo Kiev
- Champion d'Italie en 1991 avec la Sampdoria Gênes
- Champion d'Écosse en 1992, en 1993, en 1994, en 1995 et en 1996 avec les Glasgow Rangers
- Vainqueur de la Coupe d'Union soviétique en 1982, en 1985, en 1987 et en 1990 avec le Dynamo Kiev
- Vainqueur de la Coupe d'Écosse en 1992, en 1993 et en 1996 avec les Glasgow Rangers
- Finaliste de la Supercoupe d'Europe en 1986 avec le Dynamo Kiev

### EnÉquipe d'URSS
- 36 sélections et 9 buts entre 1986 et 1991
- Champion Olympique  de 1988
- Participation au Championnat d'Europe des Nations en 1988 (Finaliste)

### EnÉquipe de la CEI
- 5 sélections en 1992
- Participation au Championnat d'Europe des Nations en 1992 (Premier Tour)

### EnÉquipe d'Ukraine
- 2 sélections entre 1993 et 1994

### Distinctions individuelles
- Élu 4e au Ballon d'Or France Football en 1988
- Élu meilleur footballeur soviétique de l'année en 1988

## Palmarès entraîneur

### En club
- Championnat d'Ukraine en 2003 et en 2004 avec le Dynamo Kiev
- Vainqueur de la Coupe d'Ukraine en 2003 et en 2020 avec le Dynamo Kiev
- Vainqueur de la Supercoupe d'Ukraine en 2004 avec le Dynamo Kiev

### Avec l'Équipe d'Ukraine Espoirs
- Vice-champion d'Europe Espoirs en 2006